# ロード・オブ・パーラメント

ロード・オブ・パーラメントの紋章の宝冠

ロード・オブ・パーラメント（英語: Lord of Parliament, スコットランド語: Laird o Pairlament）は、1707年の合同法以前に、議会に参加する権利を保有したスコットランド貴族の最下位の爵位である。1707年以降、スコットランド貴族の最低位とされ、子爵の下位に相当する。ロード・オブ・パーラメントはスコットランド議会に議席を持っていた。
イングランド貴族、グレートブリテン貴族、連合王国貴族と異なり、スコットランド貴族の最下位の爵位は男爵（baron）ではない。スコットランドではbaronという言葉は封建家臣（Feudal baron）を指す。これはヨーロッパ大陸のいくつかの国と同じ用例であり、貴族ではない小領主のことである。イングランド男爵と同等のスコットランド爵位はロード・オブ・パーラメントである。
ロード・オブ・パーラメントを示すロード（卿, lord）は男性受爵者を示す語であり、女性受爵者を示すことはない。女性のロード・オブ・パーラメントは"レディ"（女卿, lady）と呼ばれる。より正式には(例えば)第21代ソルトーン女卿フローラ・フレイザーのようになる。また、ロード・オブ・パーラメントの妻も"レディ"である。法定推定相続人を除くロード・オブ・パーラメントの子供や女性のロード・オブ・パーラメント受爵者の敬称は"オナラブル"である。法定推定相続人の敬称は"[爵位]のマスター"であり、女性が法定推定相続人として認められている場合には"[爵位]のミストレス"となる。また、受爵者の没後相続完了までの間、法定推定相続人の敬称は"オナラブル"に戻る。
ロード・オブ・パーラメントの創設はスコットランドとイングランドが合併してグレートブリテン王国が成立し、両国議会が統一された1707年に終了した。
1707年から1963年まで、ロード・オブ・パーラメントは貴族代表議員によって貴族院議員に選出されており、1963年から1999年には全員が貴族院議員であった。しかしながら、1999年に貴族院法により貴族院に議席を得る世襲貴族の権利は失われ、世襲貴族による選挙で選出することになった。1999年には二人のロード・オブ・パーラメント、レイ卿とソルトーン女卿が貴族院議員に選出された。2013年5月10日にレイ卿が死去し、ソルトーン女卿がただ一人の貴族院議員となった。ソルトーン女卿は2014年12月に貴族院議員を辞任した。
現在スコットランド貴族を特に象徴するロード・オブ・パーラメントは創設されていないが、1998年スコットランド法では、(連合王国、グレートブリテン、イングランド、スコットランド、アイルランドのいずれかを問わず)貴族であるだけではなく、貴族の一員として不適格ではないと判断される者に対して爵位を創設することを可能としている。

## 他の用法
"ロード(レディ)・オブ・パーラメント"という言葉は貴族院議員を指す場合にも使われる。公式文書でのよく知られた用例として、貴族院議事規則の一文「議会召集令状を発給された司教は、貴族（Peers）ではないが貴族院議員（Lords of Parliament）である」がある。

## 現存するロード・オブ・パーラメント
- フォーブス卿（英語版） (1442年) フォーブス家（英語版）
- グレイ卿（英語版） (1444年) キャンベル＝グレイ家
- ソルトーン卿 (1445年) フレイザー家（英語版）
- シンクレア卿（英語版） (1449年) シンクレア家（英語版）
- ボースウィック卿（英語版） (1452年) ボースウィック家（英語版）
- ラヴァト卿 (1464年) フレイザー家
- センピル卿 (1488年) センピル家（英語版）
- テレグルズのヘリーズ卿（英語版） (1490年) マンフォード家
- エルフィンストン卿（英語版） (1510年) エルフィンストン家（英語版）
- トーフィッケン卿 (1564年) サンディランズ家（英語版）
- キンロス卿 (1602年) フリーマン＝グレンヴィル家
- バーリーのバルフォア卿（英語版） (1607年) ブルース家
- ネイピア卿 (1627年) ネイピア家（英語版）
- キャメロンのフェアファクス卿 (1627年) フェアファクス家
- レイ卿 (1628年) マッカイ家（英語版）
- エリバンク卿（英語版） (1643年) アースキン＝マレー家
- ベルハーヴェン＝スティントン卿（英語版） (1647年) ハミルトン家（英語版）
- ロロ卿（英語版） (1651年) ロロ家（英語版）
- ポルワース卿（英語版） (1690年) ヘプバーン＝スコット家